# 大黒澤苑
大黒澤苑（だいこくさわえん）は、宮城県富谷市明石にある散策できる庭園を備えた公営の交流施設・文化施設。

## 概要
民間から寄贈された、桜やツツジなどが植栽されている庭園で、町の交流施設になっており、舞台付き大広間、研修室、展示室、創作室を備え、異世代間の交流の場などとして貸し出しを行っている。庭園は散策自由。広さは東京ドームの、およそ80%。

### 日本庭園
桜やツツジ、ケヤキ、松、金木犀、カタクリ、ニリンソウ、紫陽花などの植栽あり。

### 展示室
寄贈された絵画などを展示している。

## 開園
- 時間：9:00～17:00

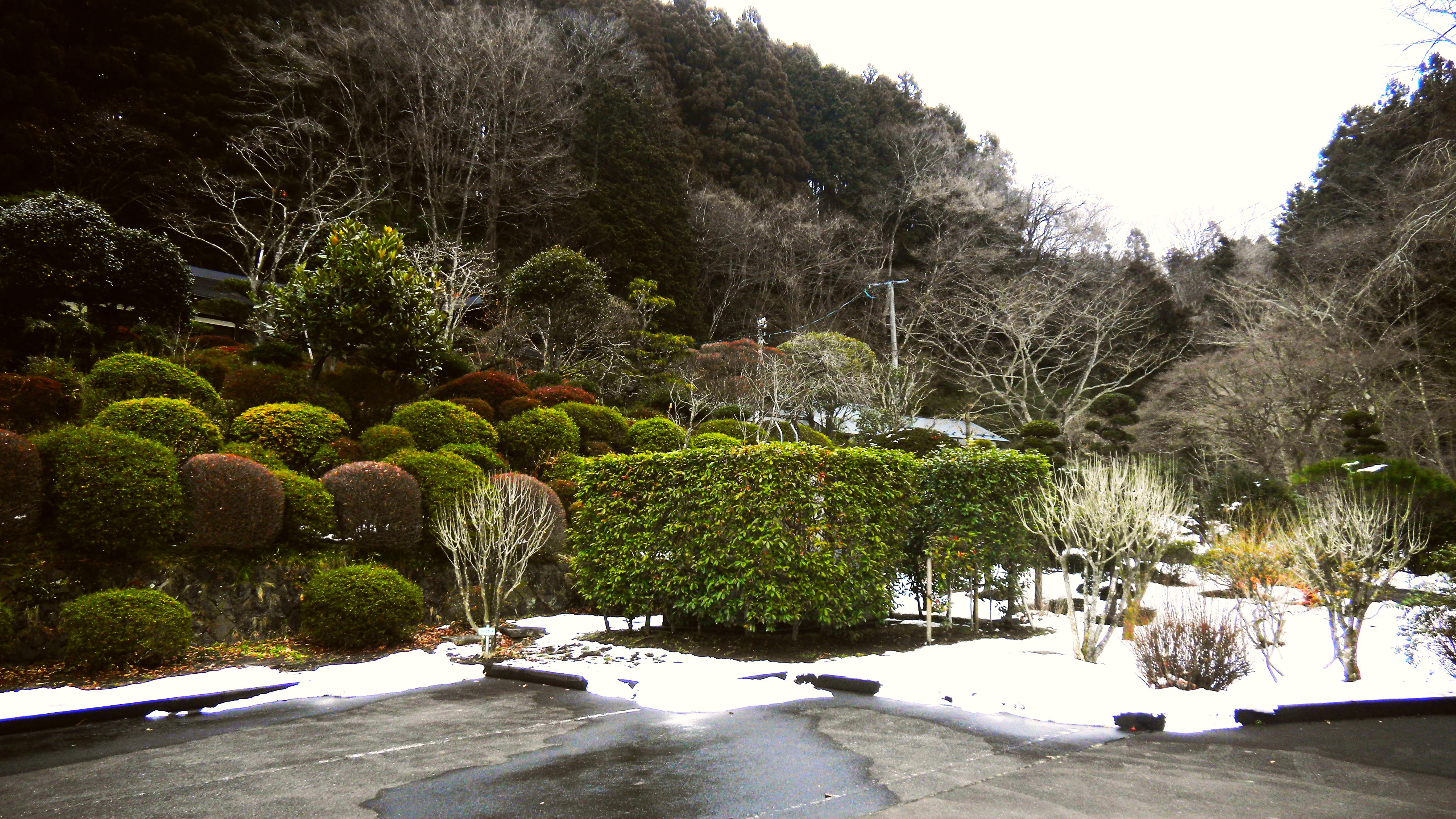
大黒澤苑の庭園

- 休業日：月曜日（月曜日が祝日の時は翌日）、年末年始

## 施設概要
- 大和室 144㎡
- 研修室 24㎡ 慶応年間（江戸時代末期）に建てられたもので、枝輪折上竿縁天井の構造を持つ[3]。
- 創作室 23㎡
- 展示室 71㎡

## 利用料金
- 富谷市生涯学習課（武道館内）か公民館に問い合わせ

320円、640円、1290円、2580円

## 所在地
〒981-3311 宮城県富谷市明石字二反目42番地

## アクセス
- 仙台北部道路　富谷ICから南東へ車で約10分

## 駐車場
- 普通車12台、無料